# Rodolfo Moya
Rodolfo Antonio Moya Spuler (Santiago del Cile, 27 luglio 1979) è un calciatore cileno, di ruolo attaccante.